# Wereldkampioenschappen moderne vijfkamp 2004
De wereldkampioenschappen moderne vijfkamp 2004 werden gehouden in Moskou in Rusland.

## Medailles

### Mannen
| Onderdeel   | Goud | Goud                                                    | Zilver | Zilver                                           | Brons | Brons                                            |
| ----------- | ---- | ------------------------------------------------------- | ------ | ------------------------------------------------ | ----- | ------------------------------------------------ |
| Individueel | LTU  | Andrejus Zadneprovskis                                  | KOR    | Lee Chun-heon                                    | CZE   | Libor Capalini                                   |
| Team        | RUS  | Roestem Sabirchoezin Aleksej Lebedinets Andrej Moisejev | CZE    | Michal Michalík Michal Sedlecký Libor Capalini   | ITA   | Stefano Pecci Andrea Valentini Enrico Dell'Amore |
| Estafette   | RUS  | Andrej Moisejev Aleksej Toerkin Dmitri Galkin           | USA    | Scott Christie Chad Senior Vachtang Jagorasjvili | KOR   | Han Do-ryeong Lee Chun-heon Kim In-ho            |

### Vrouwen
| Onderdeel   | Goud | Goud                                             | Zilver | Zilver                                                         | Brons | Brons                                              |
| ----------- | ---- | ------------------------------------------------ | ------ | -------------------------------------------------------------- | ----- | -------------------------------------------------- |
| Individueel | HUN  | Zsuzsanna Vörös                                  | GBR    | Kate Allenby                                                   | BLR   | Tatjana Mazoerkevitsj                              |
| Team        | GBR  | Kate Allenby Georgina Harland Joanna Clark       | BLR    | Galina Basjlakova Anastasia Samoesevitsj Tatjana Mazoerkevitsj | RUS   | Olesja Velitsjko Tatjana Moeratova Marina Kolonina |
| Estafette   | POL  | Paulina Boenisz Marta Dziadura Magdalena Sędziak | BLR    | Tatjana Mazoerkevitsj Anna Archipenko Anastasia Samoesevitsj   | FRA   | Amélie Caze Axelle Guiguet Blandine Lachèze        |

### Medaillespiegel
| Plaats | Land                | Goud | Zilver | Brons | Totaal |
| 1      | Rusland             | 2    | 0      | 1     | 3      |
| 2      | Verenigd Koninkrijk | 1    | 1      | 0     | 2      |
| 3      | Hongarije           | 1    | 0      | 0     | 1      |
|        | Litouwen            | 1    | 0      | 0     | 1      |
|        | Polen               | 1    | 0      | 0     | 1      |
| 6      | Wit-Rusland         | 0    | 2      | 1     | 3      |
| 7      | Tsjechië            | 0    | 1      | 1     | 2      |
|        | Zuid-Korea          | 0    | 1      | 1     | 2      |
| 9      | Verenigde Staten    | 0    | 1      | 0     | 1      |
| 10     | Frankrijk           | 0    | 0      | 1     | 1      |
|        | Italië              | 0    | 0      | 1     | 1      |
| Totaal | Totaal              | 6    | 6      | 6     | 18     |